# Arthur Köster
Arthur Köster (* 5. Dezember 1890 in Pausa-Riezmar, Vogtland; † 18. September 1965 in Hankensbüttel) war ein deutscher Berufsfotograf, der vor allem auf dem Gebiet der Architekturfotografie erfolgreich war.

## Leben und Wirken
Arthur Köster wurde 1890 als ältestes von vier Geschwistern geboren. Seine Eltern bewirtschafteten einen eigenen, vor dem Dorf Pausa gelegenen Hof. Er erlernte den Beruf des Landwirts, war damit aber nicht glücklich und arbeitete lieber in der Textilindustrie. Zu fotografieren begann er als Autodidakt mit einer von einem als Soldat einberufenen Freund überlassenen Kamera.
Im März 1915 wurde er selbst eingezogen und leistete an der Westfront seinen Kriegsdienst. Er nahm die Kamera mit und machte dort Fotos von Kameraden und Offizieren. Ihm wurde schließlich 1917 ermöglicht, innerhalb der Fernsprechabteilung eine Ausbildung zum Fotografen zu beginnen, die von der Handwerkskammer später anerkannt wurde. Es wird vermutet, dass der Hauptmann Günther Wasmuth, Neffe des Gründers des Berliner Ernst-Wasmuth-Verlages und selbst seit 1913 dessen Leiter, ihn dazu aus Verlagsinteresse ermuntert haben könnte.
So setzte Köster seine Ausbildung von Juli 1919 bis September 1920 in Wasmuths hauseigenem Fotoatelier fort. Schon kurz darauf starb sein Lehrmeister, wodurch Köster seine Stelle einnahm. In den Jahren von 1920 bis 1926 fotografierte er zahlreiche Bauten für die Veröffentlichungen des Ernst-Wasmuth-Verlags, zum Beispiel für Wasmuths Monatshefte für Baukunst, aber auch für die Fachzeitschrift Die Bauwelt des Ullstein-Verlags, und lernte dabei die meisten der Architekten kennen, die wenige Jahre später in der Freiberuflichkeit seine Auftraggeber wurden. Die ersten nebenberuflich getätigten Aufnahmen datieren aus dem Jahr 1926, Otto Haesler (Celle) und Erich Mendelsohn (Berlin) waren die Auftraggeber. Aus dem Kreis ihm bekannter Architekten kam dann der Ansporn, doch komplett selbstständig zu arbeiten.
Noch im selben Jahr vollzog er diesen Schritt, und sein Kundenstamm war rasch gebildet: Otto Bartning, Egon Eiermann, Fred Forbát, Walter Gropius, Otto Haesler, Paul Rudolf Henning, das Büro der Brüder Hans und Wassili Luckhardt & Alfons Anker, das Büro Mebes & Emmerich, Ludwig Mies van der Rohe, Hans Poelzig, Max und Bruno Taut, Hans Scharoun, Otto Rudolf Salvisberg, Thilo Schoder u. a. Es entstanden Bilderserien unter anderem von der Siemensstadt, der Waldsiedlung Onkel Toms Hütte, der Wohnstadt Carl Legien und der Hufeisensiedlung Britz. Viele Fotos wurden zur Illustration in Büchern verwendet oder auf Ansichtskarten gedruckt. Ab 1929 unterstützte der jüngere Bruder Walter den Atelierinhaber Arthur Köster als Hilfskraft und ließ sich von ihm auch gleich als Fotograf ausbilden. Arthur Köster selbst strebte den Meistertitel an und lernte dafür in der Fotografieklasse an der Berliner Lette-Schule. 1931 legte er die Meisterprüfung im Fotografenhandwerk ab. Daran, dass der Beginn der Ausbildung des Bruders noch vor der eigenen Meisterprüfung lag, nahm die Innung keinen Anstoß. Die Auftragslage war hervorragend. Auch wenn das Fotoatelier in Berlin ansässig und hauptsächlich für Berliner Kunden tätig war, arbeitete Köster auch überregional.
In der Zeit des Nationalsozialismus beauftragten ihn weniger Architekten (ein Großteil war nicht mehr gelitten), dafür mehr öffentliche Institutionen wie die Stadt Berlin, die Deutsche Reichspost, ferner Großunternehmen wie die Philipp Holzmann AG und Fachzeitschriften. Von den Nationalsozialisten erhielt er zum Beispiel den Auftrag, den Neubau des Reichsluftfahrtministeriums zu fotografieren, ebenso die Brücken der Reichsautobahn. Der mit dem Reichsluftfahrtministerium verbundene Architekt Ernst Sagebiel vergab Großaufträge an Köster, zum Beispiel die Dokumentation des weitgehend fertiggestellten Flughafens Tempelhof. Köster wurde nicht zur Wehrmacht eingezogen, dennoch erlebte die Fotowerkstatt 1943 einen Auftragseinbruch aufgrund der prekären Kriegsumstände. Eine größere Werbeanzeige in den Adress- und Branchenbüchern als in den Jahren zuvor konnte daran nichts ändern.
Nach dem Krieg und dem Ende der nationalsozialistischen Herrschaft kamen die in Berlin verbliebenen Architekten wieder auf ihn zu. Jetzt meldeten der Berliner Magistrat und Wohnungsbaugesellschaften Bedarf an. Außerdem gab es Aufträge seitens der alliierten Besatzungsmächte und Unternehmen wie der AEG oder der Philipp Holzmann AG. Die Fotodokumentation von Kriegsruinen in Berlin gehörte ebenso zum Aufgabenfeld in der „Stunde Null“.
Im „Wirtschaftswunder“ der frühen 1950er Jahre nahm er neben architekturfotografischen Aufträgen der Berliner Administrative und diverser Wohnungsbaugenossenschaften und Wohnungsvereine, auch Aufträge der Industrie, des Handels, der Geldwirtschaft und (gegen Ende der 1950er) dem Messebau an. Die Metallindustrie war unter anderem mit den Rheinstahl Hüttenwerken, Krupp und Mannesmann vertreten, die elektrotechnische Industrie unter anderem mit AEG-Telefunken, Osram und Electrolux, die Lebensmittelindustrie unter anderem mit Dr. Oetker und mehreren Berliner Brauereien. Kunden aus der Finanzdienstleistungsbranche waren zum Beispiel die Berliner Commerzbank, die Sparkasse der Stadt Berlin-West und die Hamburg-Mannheimer Versicherung. Produzenten von Gütern des täglichen Lebens, für die er die Produktionsabläufe oder auch lediglich das Endprodukt im Bild festhielt beziehungsweise Letzteres werbemäßig inszenierte, waren zum Beispiel Möbelfabriken oder der Strumpfhersteller Kunert. Selbst bloße Aufnahmen von Konsumgütern fanden beim Produzenten statt, da das Atelier nicht in diese Richtung angelegt war. Er wurde von Messegesellschaften ebenso wie von ausstellenden Kunden verpflichtet, und das nicht nur in Berlin, sondern im gesamten Bundesgebiet. Köster wurde auch für ein weiteres Tätigkeitsfeld herangezogen, und zwar die Reproduktionsfotografie, das heißt zur Reproduktion von grafischer Kunst, weil die Künstler die hohe Auflösung des großen Negativformats schätzten. Die Farbfotografie hatte zwischenzeitlich auch in Kösters Schaffen Einzug gehalten.
Zum Jahreswechsel 1958/1959 ging Arthur Köster im Alter von 68 Jahren in den Ruhestand. Walter Köster führte das Geschäft bis 1969 weiter. Am 18. September 1965 erlag Arthur Köster in Hankensbüttel (Landkreis Gifhorn) den Folgen eines Schlaganfalls.

## Stil
Über Köster schrieb Simone Förster in ihrer Dissertation Masse braucht Licht, dass seine Bildfindung auf Motiv und Verwendungszweck abgestimmt sei und jede Aufnahme über das reine Dokumentieren hinaus auch den Baugedanken sichtbar werden lasse. Deshalb sei kein einheitlicher, dogmatischer Stil zu erkennen, sondern ein jeweils individuell gewählter, der an das Motiv „auf höchstem Niveau bei gleichbleibend brillanter technischer Ausarbeitung“ angepasst sei.
Für Michael Stöneberg, Autor einer umfassenden Studie zu Kösters Arbeiten in der Weimarer Republik, war Köster „ein meisterlicher Architekturfotograf, der über eine breite Palette fotografischer Mittel verfügte“, mit denen er einzelne Bauten mit ihren Charakteristika anschaulich wiederzugeben vermochte. Gleichzeitig seien in den Wiedergaben „typische Merkmale und übergeordnete Aspekte moderner Architektur herausgearbeitet“. Als wichtigster Fotograf des Neuen Bauens habe er das zeitgenössische publizistisch vermittelte Bild dieser Stilepoche „in erheblichem Maße“ mitgeprägt.

## Nachlass
Das Betriebsarchiv umfasste eine sehr große Zahl an Negativplatten, von denen ein Großteil einen Wasserschaden erlitt, der sie unbrauchbar machte. Den Rest versuchte Walter Köster vergeblich zu verkaufen, sodass – wie es heißt – am Ende eine Lastwagenladung entsorgt worden ist. Den „Rest des Restes“, hauptsächlich aus Negativen bestehend, erwarb der Architekt Günter Meier, der diesen im Zusammenhang mit seinem Wegzug aus Berlin an das Bauhaus-Archiv und die Akademie der Künste veräußerte. Originale wurden auf dem Weg anderer Nachlass-Übereignungen (ehemaliger Kunden) überliefert und befinden sich beispielsweise im Archiv der Akademie der Künste (u. a. Hans-Scharoun-Archiv, Karl-Otto-Archiv, Thilo-Schoder-Archiv, Luckhardt-und-Anker-Archiv) und der Kunstbibliothek Berlin (Erich-Mendelsohn-Archiv).